# Торжественная месса (Бетховен)
Торжественная месса (лат. Missa Solemnis) ре мажор, Op. 123 — произведение Людвига ван Бетховена, написанное в 1819—1823 гг. и впервые исполненное в 1824 году, вторая работа Бетховена в жанре мессы (после Мессы до мажор Op. 86).
Месса была задумана Бетховеном в 1819 году в связи с назначением эрцгерцога Рудольфа, в отрочестве учившегося у Бетховена, архиепископом Ольмюца. Однако работа увлекла Бетховена, заставила его много думать над музыкальными и религиозными проблемами и существенно затянулась. Лишь четыре года спустя Бетховен закончил её, посвятив сочинение Рудольфу. Первое исполнение состоялось, по инициативе покровительствовавшего Бетховену князя Николая Голицына, 7 апреля 1824 года хором Придворной певческой капеллы в Санкт-Петербурге. Спустя месяц, 7 мая, три части (Kyrie, Credo, Agnus Dei) были исполнены в венском Кернтнертор-театре. В первом исполнении участвовала известная австрийская певица Каролина Унгер. В 1830 году месса впервые была исполнена в стенах церкви — Собора Петра и Павла в чешском городе Варнсдорф.
Месса состоит из традиционных пяти частей:
1. Kyrie
2. Gloria
3. Credo
4. Sanctus
5. Agnus Dei

Примерная продолжительность звучания — 70-80 минут.
Месса написана для оркестра, органа, хора и солистов (сопрано, альт, тенор и бас).
Это произведение каждую Новогоднюю ночь слушал Святослав Рихтер, как он признался в этом в фильме "Непокоренный Рихтер" Бруно Монсенжона.